# Separate Lives
Separate Lives ist ein Soft-Rock-Lied von Phil Collins und Marilyn Martin aus dem Jahr 1985 und stammt vom Soundtrack zu dem Film White Nights – Die Nacht der Entscheidung.

## Entstehung
Das Lied wurde von Phil Collins selbst und Hugh Padgham gemeinsam mit Arif Mardin produziert, der auch für Phil Collins den Song Against All Odds (Take a Look at Me Now) produziert hatte. Es wurde von Stephen Bishop geschrieben, der 1994 selbst eine Coverversion des Liedes veröffentlichte.

## Rezeption
Separate Lives wurde bei der Oscarverleihung 1986 für eine Auszeichnung in der Kategorie Bester Song nominiert, aber verlor gegen den Lionel-Richie-Klassiker Say You, Say Me.
Das Lied wurde unter anderem von Sally Rogers (1986), Martin Nievera (1999) und Royal Philharmonic Orchestra (2000) gecovert.

## Charts
| ChartsChartplatzierungen       | Höchstplatzierung | Wochen |
| ------------------------------ | ----------------- | ------ |
| Deutschland (GfK)              | 50 (6 Wo.)        | 6      |
| Vereinigtes Königreich (OCC)   | 4 (15 Wo.)        | 15     |
| Vereinigte Staaten (Billboard) | 1 (21 Wo.)        | 21     |